# Цариградски мир (1800)
Цариградски мир је склопљен 2. априла 1800. између Османског царства и Руске империје, што је најавило стварање Републике Седам Острва, прве аутономне грчке државе од пада Византијског царства.
Нова држава се састојала од Јонских острва, седам острва у близини западне обале Грчке, која су вековима била под влашћу Венеције и тако избегла османско освајање, за разлику од грчког копна. Након пада Млетачке републике 1797. године, острва су дошла под француску власт. У почетку популарни, Французи су брзо отуђили Грке својом антиклерикалном политиком, а посебно острвско племство, својим републиканским идеалима. Године 1798. Руси и Османлије су покренули заједничку експедицију на острва која су држали Французи, која је кулминирала заузимањем Крфа 1799. Након тога, представници острвског племства отишли су у османску престоницу, Константинопољ, и руску престоницу, Санкт Петербург, како би се обезбедила самоуправа острва. Резултирајући преговори довели су до стварања Републике Седам острва као федералне републике под влашћу османског султана. Истовремено је донет конзервативни и реакционаран устав, такозвани „Византијски устав“, који је учврстио доминацију племства у острвским пословима. У пракси, острва су остала под руским, а не под османским утицајем а домаћи политички развој довео је до усвајања новог устава већ 1801. Сама Република ће опстати до 1807, када је припојена Наполеоновомовом француском царству према Тилзитском миру.

## Историја
Јонска острва (Крф, Пакси, Закинтос, Кефалонија, Лефкада, Итака и Китера) заједно са неколицином ексклава на копну Епира, односно приобалним градовима Парга, Превеза, Воница и Бутринт, били су млетачки поседи вековима и били су једини део грчког света који је избегао освајање од стране Османског царства. Након пада Млетачке републике 1797. године, острва су дошла под француску контролу, а француске трупе су се искрцале на Крф 28. јуна 1797. године. Французи су дочекани отворених руку а радикалне идеје Француске револуције су спроведене укидањем локалног племства и постављањем демократских режима и локалне самоуправе на острвима. Кампоформијским миром, острва су припојена као француски департмани.
Француско присуство је било негодовано од стране локалне аристократије, тада лишене привилегија, док су велики порези и антиклерикализам Француза убрзо учинили непопуларним и међу широким деловима обичног становништва. Након француске инвазије на Египат, француско присуство на Јонским острвима изазвало је противљење Османлија и Руског царства. У јесен 1798. заједничка руско-османска флота је протерала Французе са других острва и коначно заузела Крф у марту 1799, док је аутономни османски моћник Али-паша из Јањине искористио прилику да од Француза заузме Бутринт, Превезу и Воницу. На свим острвима која су заузели, Руси су поставили привремене управе племића и грађана. Убрзо су руске власти позвале племићке скупштине да преузму управљање Јонским острвима, чиме су повратиле претходни статус кво. Дана 6. маја, команданти две флоте објавили су да ће Јонска острва чинити унитарну државу којом ће управљати Сенат у граду Крфу, састављен од по три представника са Крфа, Кефалоније и Закинтоса, два са Лефкаде и по један из Итаке, Китере и Паксија. Млетачки племић Анђело Орио, последњи венецијански гувернер Аргостолија, постављен је за шефа Сената, коме је поверено стварање устава за нову државу. Ориов устав предвиђао је потпуно аристократски режим, са сваким острвом на челу са Великим саветом састављеним од племића и више буржоазије. Велики савети би бирали сенаторе. Свако острво би задржало локалну администрацију и ризницу, али би централна ризница постојала на Крфу. Сенат је био крајња извршна власт, а његов председавајући шеф државе. Мало веће од 40 би било изабрано од стране Великог већа три највећа острва, и било би одговорно за правду, избор званичника и саветовање о законодавству.
Сенат је 21. јуна 1799. одлучио да пошаље дванаесточлану делегацију у Цариград и Санкт Петербург да изрази захвалност султану и цару, али и да се заложи за обнову поморске и копнене границе острва повлачењем Али-паше из Бутринта, Превезе и Вонице и њихово признање као независне државе. Пошто је Анђело Орио био у делегацији, на месту шефа Сената заменио га је гроф Спиридон Георгиос Теотокис. Једном у Цариграду, делегација је брзо схватила да Порта није заинтересована за признавање независности острва, већ за стварање вазалне државе под османском влашћу. На предлог руског амбасадора Василија Томаре, делегација је осталим амбасадорима поднела меморандум којим се тражи признање острва као независне и савезне државе, под заштитом европских сила. Два делегата, крфски гроф Антонио Марија Каподистријас и закинтски гроф Николаос Граденигос Сигур Дезилас остали су у Константинопољу да воде преговоре са Портом, док је Орио и још један делегат, Кладас, требало да представљају Јонски проблем у Санкт Петербургу.
Преговори и међусобна ривалства између Русије, Порте и острвљана довели су до потписивања Цариградског мира 21. марта 1800. године, којим је створена прва аутономна грчка држава од пада Византијског царства. Према одредбама мира, Јонска острва би била унитарна, аутономна држава, под називом Република седам уједињених острва (грч. Πολιτεια των Επτα Ενωμενων Νησων). Следила би давно успостављени модел Републике Рагузе, која би била аристократска република предвођена „приматима и угледницима“, и под османским сузеринетом, у знак чега би султану плаћали годишњи данак од 75.000 пијастара. Ово је била победа за султана, а разочарање за острвљане, којима је у прокламацијама васељенског патријарха цариградског Григорија V и шефа руске флоте адмирала Фјодора Ушакова обећано право да бирају сопствени облик владавине. Устав нове државе, када буде усаглашен, биће одобрен од стране потписница. Како је новој држави недостајало војних снага, руске и османске снаге ће остати да чувају њене тврђаве и гарантују њену безбедност до краја рата против Француске.
Копнене ексклаве Парга, Воница, Превеза и Бутринт, прешле би под османску контролу, али би уживале посебан статус сличан оном подунавских кнежевина: имале би посебне привилегије у погледу практиковања хришћанске религије и вршења правде, и ниједан муслиман не би смео да поседује земљу или да се ту настани, осим османског поданика. Опорезивање је такође било не више него што је било под млетачком влашћу, а најављено је и двогодишње ослобађање од пореза да би се опоравили од последица француске владавине и рата.
Јоанис Каподистријас и Сигоурос Десилас су саставили нацрт новог устава и дизајнирали нову заставу државе. Такозвани „византијски“ устав, како је састављен у Цариграду, састојао се од 37 чланова. Она је предвиђала аристократску федералну републику, са локалном администрацијом на сваком острву, на челу са три синдиката, која би се бирала сваке године из Великог већа племића сваког острва. Синдици су изабрали пританија за шефа администрације на четворомесечни мандат. Сенат на Крфу је остао највиши орган савезне државе, састављен од представника острва. Њен председавајући, архонт, био је шеф државе. У складу са реакционарним идејама оличеним у уставу била је и нова застава, са венецијанским лавом Светог Марка који држи сноп од седам стрела, који симболизују острва, и Библију; радикалнији предлози, као што је феникс у успону, су одбачени. Дана 1. новембра 1800. делегате је примио велики везир и уручио им нови устав, папир којом се признаје аутономија Републике и регулише њен однос према Порти, као и нову заставу. Затим их је свечана поворка довела до Васељенске Патријаршије у Фанару, где је патријарх Неофит VII благословио заставу нове државе. Уједињено Краљевство је у јануару 1801. признало мир.
Нови режим предвиђен у „византијском“ уставу показао се краткотрајним, пошто је реакција народа довела до усвајања нових устава 1801. и 1803. године. Република Седам острва је опстала до поновног успостављања француске власти 1807, након Тилзитског мира. Британци су убрзо оптужили Французе за робовласништво и 1809. преузели контролу над већином острва; Крф се предао након оставке Наполеона 1814. 1815. Британци су основали Сједињене Државе Јонских острва.